# Povo wiwa

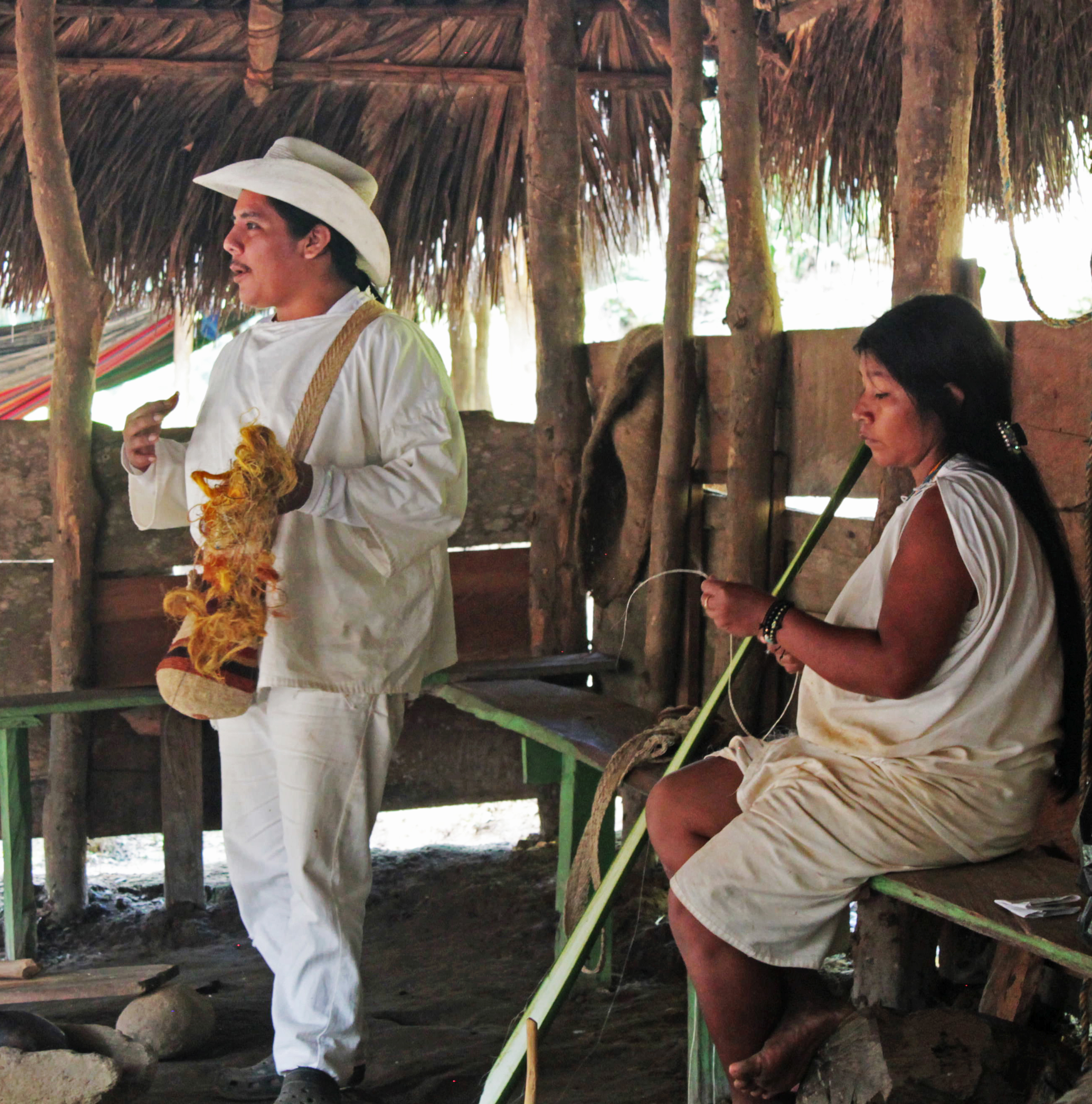

Wiwa ou Sanha é um povo originario da Colômbia, que habita no nordeste da Sierra Nevada de Santa Marta.  Falam uma língua da família chibcha.

## Território
Seu território original era nas regiões de Marokaso, El Rosario e Guamaka até chegar às planícies das terras baixas, mas devido à colonização tiveram que migrar para terras mais altas, entre Seu território original era as regiões de Marokaso, El Rosario e Guamaka e chegaram às planícies, mas devido à colonização tiveram que migrar para terras mais altas, entre 900 e 2600 de altitude. Quando a fevre da maconha passou, o território dos Wiwas foi gradualmente desocupado, exceto por alguns dos colonos que decidiram ficar em suas pequenas chacaras. Os indígenas começaram a retornar lentamente e povoaram novamente os assentamentos tradicionais de Guamaka, Marokaso e Seminbke.

## Economia
Os Wiwas são agricultores e cultivam mandioca, inhame,  mangará, banana, milho, feijão, coca e cana-de-açúcar para rapadura, destinados ao consumo familiar e café para comercialização. Também produzem o sisal com cuja fibra fazem as redes e a mochila suzu. Os homens usam a mochila duadu, feita de algodão fiado em casa. As mulheres fazem as roupas, embora adquiram o tecido, geralmente dos Kogui. Os homens fazem chapéus. Caçam iguanas, coelhos, cutias e pássaros.

## Mamos
As autoridades espirituais e políticas tradicionais são os Mamo. A sua influência está presente na vida quotidiana e em acontecimentos importantes nas comunidades e nos indivíduos, a quem aconselham nas assembleias e nas conversas angagəkən.
Mamo significa sol, avô e conselheiro, e sua esposa é a Saga, lua, avó, conselheira. Ambos receberam uma educação especial para conhecer o Criador e compreender a natureza, a sociedade e as pessoas, curar, interpretar sonhos e dirigir cerimônias e rituais.
Para as relações com o estado, os Wiwa têm Cabildos e Governadores elegidos. 27 comunidades conformam a Organização Wiwa Yugumaiun Bunkuanarrua Tayrona (OWYBT).